# Gaal

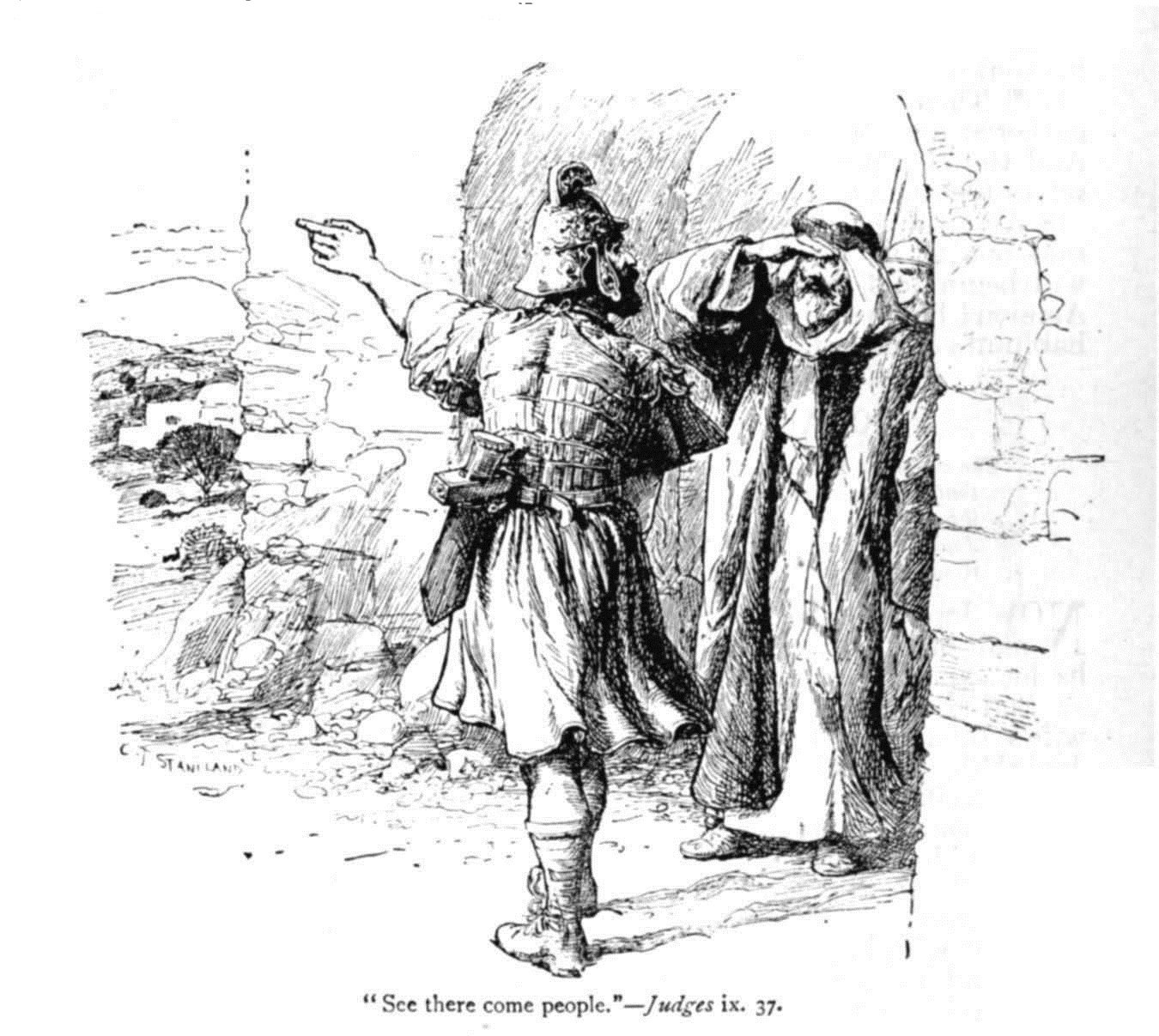
Gaal (à esquerda) aponta para Zebulom a aproximação do exército de Abimeleque

Gaal - Personagem bíblico, filho de Ebede, em quem alguns homens de Siquém "depositaram a sua confiança", quando se contenderam com Abimeleque. Foi quem liderou a revolução e conduziu os homens de Siquém na batalha contra Abimeleque, mas foi derrotado, fugindo então para sua casa.